# Tour della nazionale maschile di rugby a 15 del Sudafrica 2010
Tra le due edizioni della Coppa del Mondo 2007 e 2011 la nazionale sudafricana di "rugby a 15", si è recata varie volte in tour, anche con le rappresentative minori.
Nel 2010 furono due le puntate in Europa: la prima in Galles a giugno e la seconda per un più articolato tour a novembre.

## Giugno 2010 in Galles
Successo di misura contro il Galles al Millennium Stadium
| Arbitro: | A. Lewis |

| |           | |
| 8' c.p. S.Jones (3-0) 11' drop Hook (6-0) 18' c.p. S. Jones (9-3) 20' meta Hook tr. S.Jones (16-3) 45' c.p. S. Jones (19-21) 71' meta Prydie (24-31) 77' meta A.W. Jones tr S.Jones (31-34) | Marcatori | 16' c.p. Piennaar (6-3) 23' c.p. Pienaar (16-6) 30' meta Ndungane (16-11) 35' c.p. Pienaar (16-14) 42' meta Potgieter tr Pienaar (16-21) 55' c.p. Steyn (19-24) 56' meta de Jongh tr. Pienaar (19-31) 74' c.p. Pienaar (24-34) |

## 2010 in Europa a Novembre
Nel primo match nel nuovo Lansdowne Road, ribattezzato Aviva Stadium, gli Springboks soffrono il ritorno dell'Irlanda, trascinata dall'ingresso in campo di Ronan O'Gara ma è proprio un errore dello stesso O'Gara all 74' che fa mancare agli irlandesi il pareggio.
| Arbitro: | Nigel Owens |

| |           | |
| 26' c.p. Sexton (3-10) 40' c.p. Sexton (6-13) 55' c.p. Sexton (9-16) 68' meta: Bowe trasf. O Gara (16-23) 74' meta: Kearney (21-23) | Marcatori | (0-3) 5' c.p. M.Steyn (0-10) meta Juan Smith trasf. M.Steyn (3-13) 37' c.p. M.Steyn (6-16) 52' c.p. M.Steyn (9-23) meta: Gio Aplon trasf. Lambie |

A Cardiff in grande secondo tempo evita agli Springboks una sconfitta, Matfield autore della meta decisiva.
| Cardiff 13 novembre 2010 | Galles      | 25 – 29 | Sudafrica | Millennium Stadium\| Arbitro: \| Steve Walsh \| |
| Arbitro:                 | Steve Walsh |         |           |                                                 |

A Edimburgo giunge una imprevista sconfitta contro una Scozia battuta sette giorni prima dagli All Blacks (3-49). Con un gioco bastato sul piede di Dan Parks gli Scozzesi tornano a vincere sul Sudafrica dopo 8 anni.
| Arbitro: | Stuart Dickinson |

| |           |                                                                           |
| 16' ' c.p. Parks (3-6) 19' drop parks (6-6) 23' e 29' c.p. Parks (12-6) 53' 62' 68' c.p. Parks (21-12) | Marcatori | (0-6) 2' 12' c.p. M.Steyn (12-12) 36' e 46' c.p. M. Steyn 70' meta Albers |

Dopo la grande vittoria con l'Australia, in Inghilterra ci si aspetta una vittoria contro il Sudafrica, reduce dalla sconfitta con la Scozia. Invece gli Springboks dominano fisicamente il match e si assicurano la vittoria con due mete nel secondo tempo.
| Arbitro: | George Clancy |

|                                                                 |           | |
| 5' c.p. Flood (3-0) 17' c.p. Flood (6-3) 78' meta Foden (11-21) | Marcatori | (3-3) 10' c.p. M.Steyn (6-9) 35' e 42' c.p. M.Steyn (6-16) meta Alberts (6-23) 69' meta Mvovo traf. M. Steyn |

| Londra 4 dicembre 2010 | Barbarians | 26 – 20 | Sudafrica XV | Twickenham |